# 汤姆·比朔夫
汤姆·比朔夫（德語：Tom Bischof，德语发音：[tɔm ˈbɪʃɔf]，2005年6月28日—），德国足球运动员，司职中场，目前效力于德甲的拜仁慕尼黑和德国青年国家足球队。

## 生涯

### 俱乐部
比朔夫的足球生涯起源于TSV阿莫巴赫。他七岁时入选了德甲俱乐部的潜力名单，在2015年转会至TSG霍芬海姆的青训队，并在霍芬海姆完成了整个青训阶段。2022年3月19日，比朔夫在与柏林赫塔（联赛第27轮，霍芬海姆0：3柏林赫塔）的比赛中以16岁263天的年龄完成了职业队首秀（霍芬海姆队史最年轻的德甲球员）。在此后的22-23赛季，他坐稳了俱乐部主力。2024年10月，比朔夫获得弗利茨-瓦尔特奖U19金牌。
比朔夫原计划在与霍芬海姆的合同到期后自由转会至拜仁慕尼黑，双方签约至2029年6月30日。但由于世俱杯赛程需要，拜仁于2025年6月9日宣布提前将其签下。6月25日，对阵本菲卡的比赛中，比朔夫完成了拜仁首秀。

### 国家队
比朔夫于2020年10月为德国U16出场两次，2021年升入德国U17，随队参加2022年夏天的U17欧洲杯并参与了全部的4场比赛（直至四分之一决赛被法国淘汰）。2022和2023年比朔夫随德国U18进行了七场国际友谊赛并有两球入账。2022年9月，他在德国U19的两场国际比赛中出场，并取得了一粒进球。

## 荣誉
- 弗利茨-瓦尔特奖：U19金奖（2024）

## 相关外文资料
- Tom Bischof （页面存档备份，存于）世界足球（Weltfußball）数据库
- Tom Bischof （页面存档备份，存于）德转（Transfermarkt）数据库
- Tom BischofFuPa数据库
- Tom Bischof （页面存档备份，存于）德国足协（DFB）数据库
- Tom Bischof （页面存档备份，存于）TSG霍芬海姆